# گورستان الیاس‌وند علیا
قبرستان الیاس وند علیا مربوط به دوره قاجار است و در شهرستان هرسین، بخش بیستون، روستای الیاس وند واقع شده و این اثر در تاریخ ۱۱ مرداد ۱۳۸۴ با شمارهٔ ثبت ۱۲۴۷۱ به‌عنوان یکی از آثار ملی ایران به ثبت رسیده است.